# فهرست والیان بلخ
جدول زیر فهرست والیان ولایت بلخ افغانستان است.

## فهرست
|  | والی              | دوره               | یاداشت. |
|  | ----------------- | ------------------ | --- |
|  | عبدالوهاب مالکیار | ۱۹۷۵ -             | |
|  | نورالله نوری      | - ۲۰۰۱             | - آخرین والی بلخ در دوران طالبان بود. - بیش از ده سال در بازداشتگاه گوانتانامو زندانی بود. |
|  | محمد اسحاق رهگذر  | ۲۰۰۱ ۲۰۰۲          | وی در اواخر ۲۰۰۱ تا ۲۰۰۳ والی بلخ بود. |
|  | حبیب الله حبیب    | -                  | وی در دسامبر ۲۰۰۳ والی بلخ بود. |
|  | عطا محمد نور      | ۲۰۰۴ ۲۰۱۸          | عضو حزب جمعیت اسلامی افغانستان، وی در دوران جنگ شوروی به مجاهدین پیوست و در زمان جنگ‌های داخلی افغانستان قوماندان نظامی شد. پس از آنکه طالبان در اواخر سال ۱۹۹۶ قدرت را در دست گرفت، او به عنوان یکی از فرماندهان نیروهای ائتلاف شمالی تحت رهبری احمد شاه مسعود خدمت کرد. |
|  | محمد اسحاق رهگذر  | ۲۰۱۸ کنونی         | در ۲ حمل/فروردین فعالیت خود را به عنوان والی بلخ شروع کرد. |
|  | محمد فرهاد عظیمی  | اکتوبر ۲۰۲۰ تاکنون | در ماه اکتوبر فعالیت خویشرا نظر به فرمان محمد اشرف غنی به عنوان والی بلخ شروع کرد. |